# Jack Cummings (tennis)
Pour les articles homonymes, voir Jack Cummings.
Jack Cummings (8 mai 1901 – 22 janvier 1972) est un joueur australien de tennis des années 1920.

## Palmarès (partiel)

### Titres en simple messieurs
Aucun

### Finales en simple messieurs
|   | Date       | Nom et lieu du tournoi           | Catégorie    | Surface | Vainqueur    | Score                   | Tableau |
| - | ---------- | -------------------------------- | ------------ | ------- | ------------ | ----------------------- | ------- |
| 4 | 21/01/1928 | Australian Championships, Sydney | Grand Chelem | Gazon   | Jean Borotra | 6-4, 6-1, 4-6, 5-7, 6-3 | Tableau |

### Titres en double messieurs
Aucun

### Finales en double messieurs
Aucune

### Titres en double mixte
Aucun

### Finales en double mixte
Aucune